# دره هندو
دره هندو روستایی است در شهرستان کوهرنگ، بخش بازفت، استان چهارمحال و بختیاری.